# 張鴻勛
張鴻勛，贵州印江人，中国近代政治人物。
民国13年（1924年），擔任中华民国遵义府婺川縣縣長。后由吳九成接任。